# Fußball-Weltmeisterschaft 1990
Die Endrunde der Fußball-Weltmeisterschaft 1990 (italienisch Campionato Mondiale Di Calcio, kurz Italia novanta) war die 14. Ausspielung des bedeutendsten Turniers für Fußballnationalmannschaften und fand vom 8. Juni bis zum 8. Juli 1990 zum zweiten Mal nach 1934 in Italien statt.
Die WM-Favoriten Brasilien und Argentinien sowie Deutschland und die Niederlande trafen bereits im Achtelfinale aufeinander. Deutschland kam zum dritten Mal in Folge ins Finale und konnte, in einer einmaligen Wiederholung der Finalpaarung der vorherigen WM 1986 gegen Argentinien, nach den Niederlagen von 1982 und 1986 den insgesamt dritten Weltmeister-Titel feiern. Erstmals gelang es damit einer europäischen Mannschaft, ein WM-Finale gegen eine südamerikanische Mannschaft zu gewinnen. Deutschland wurde durch diesen Erfolg mit drei WM-Titeln sowie drei zweiten Plätzen vorübergehend die erfolgreichste Fußballnation vor Brasilien und Italien, die beide bis dahin ebenfalls drei WM-Titel gewonnen hatten. Gastgeber Italien schied im Halbfinale gegen Argentinien aus.

## Vergabe
Über den Austragungsort hatte die FIFA am 19. Mai 1984 auf ihrem Kongress in Zürich entschieden. Italien setzte sich mit 11:5 Stimmen gegen Mitbewerber Sowjetunion durch. England und Griechenland hatten ihre Bewerbungen zurückgezogen.

## Spielorte
Die Spiele der Weltmeisterschaft wurden in zwölf italienischen Städten ausgetragen, in Stadien, die erstmals nur Sitzplätze anbieten durften. Dazu waren Neu- und Umbauten in Höhe von ca. 800 Millionen D-Mark notwendig. In Bari und Turin entstanden neue Stadien, acht andere Spielstätten wurden renoviert. OK-Präsident Hermann Neuberger äußerte im März 1990 vor seiner Inspektionsreise skeptisch: „Ihr Italiener müsst wirklich sehr tüchtig sein, wenn ihr in drei Monaten das fertig bringt, wozu wir Deutsche mindestens zwei Jahre nötig hätten.“ Unter großem Druck wurden die Stadien fertig, doch die große Hast forderte 24 Tote auf den Baustellen. Noch am Morgen des Eröffnungsspiels stürzte in Palermo ein Gerüst ein, fünf Männer starben dabei.
| Stadt    | Stadion                      | Spiele | Kapazität* | Gesamt- zuschauerzahl | Schnitt | Spiel mit den meisten Zuschauern                                          | Spiel mit den wenigsten Zuschauern                              |
| -------- | ---------------------------- | ------ | ---------- | --------------------- | ------- | ------------------------------------------------------------------------- | --------------------------------------------------------------- |
| Rom      | Olympiastadion Rom           | 6      | 73.603     | 440.238               | 73.373  | Deutschland - Argentinien Finale 73.603                                   | 2 Vorrundenspiele, Achtel- und Viertelfinale mit Italien 73.303 |
| Neapel   | Stadio San Paolo             | 5      | 74.090     | 273.701               | 54.740  | Italien - Argentinien Halbfinale 59.978                                   | Kamerun - Kolumbien Achtelfinale 50.026                         |
| Turin    | Stadio delle Alpi            | 5      | 71.000     | 307.146               | 61.429  | Brasilien - Schweden Vorrunde und Deutschland - England Halbfinale 62.628 | Brasilien - Costa Rica Vorrunde 58.007                          |
| Bari     | Stadio San Nicola            | 5      | 56.875     | 218.000               | 43.600  | Italien - England Spiel um Platz 3 51.426                                 | Kamerun - Sowjetunion Vorrunde 37.307                           |
| Florenz  | Stadio Comunale              | 4      | 41.300     | 146.056               | 36.514  | Jugoslawien - Argentinien Viertelfinale 38.971                            | USA - ČSFR Vorrunde 33.266                                      |
| Mailand  | Giuseppe-Meazza-Stadion      | 6      | 76.398     | 440.130               | 73.355  | Deutschland - Jugoslawien Vorrunde 74.765                                 | Deutschland - VAE Vorrunde 71.169                               |
| Genua    | Stadio Luigi Ferraris        | 4      | 35.921     | 124.731               | 31.183  | Schweden - Schottland Vorrunde 31.823                                     | Schweden - Costa Rica Vorrunde 30.223                           |
| Bologna  | Stadio Renato Dall’Ara       | 4      | 37.825     | 125.401               | 31.350  | England - Belgien Achtelfinale 34.520                                     | Jugoslawien - VAE Vorrunde 27.833                               |
| Verona   | Stadio Marcantonio Bentegodi | 4      | 40.976     | 137.999               | 34.500  | Belgien - Spanien Vorrunde 35.950                                         | Belgien - Südkorea Vorrunde 32.790                              |
| Udine    | Stadio Friuli                | 3      | 38.685     | 097.485               | 32.495  | Uruguay - Spanien Vorrunde 35.713                                         | Südkorea - Uruguay Vorrunde 29.039                              |
| Cagliari | Stadio Sant’Elia             | 3      | 40.117     | 105.464               | 35.155  | England - Niederlande Vorrunde 35.267                                     | England - Ägypten Vorrunde 34.959                               |
| Palermo  | Stadio La Favorita           | 3      | 36.982     | 099.864               | 33.288  | 3 Vorrundenspiele: 33.288                                                 | 3 Vorrundenspiele: 33.288                                       |

| * zum Zeitpunkt der Weltmeisterschaft 1990 |

## Qualifikation
112 Nationen meldeten ihre Teilnahme an der Qualifikation zur WM 1990. Italien als Gastgeber und Argentinien als Titelverteidiger waren bereits automatisch qualifiziert, wodurch 110 Nationen um die 22 freien Plätze spielten. Neulinge bei dieser Weltmeisterschaft waren die Mannschaften aus Irland, Costa Rica und den Vereinigten Arabischen Emiraten. Erwähnenswert ist außerdem das Fehlen des Gastgebers von 1986, Mexiko. Dem mexikanischen Fußballverband wurde nachgewiesen, die Geburtsdaten von einigen Spielern für die Qualifikation zur U20-WM 1989 manipuliert zu haben. Deshalb wurde das Land von der FIFA von 1988 bis 1990 für alle internationalen Spiele gesperrt.

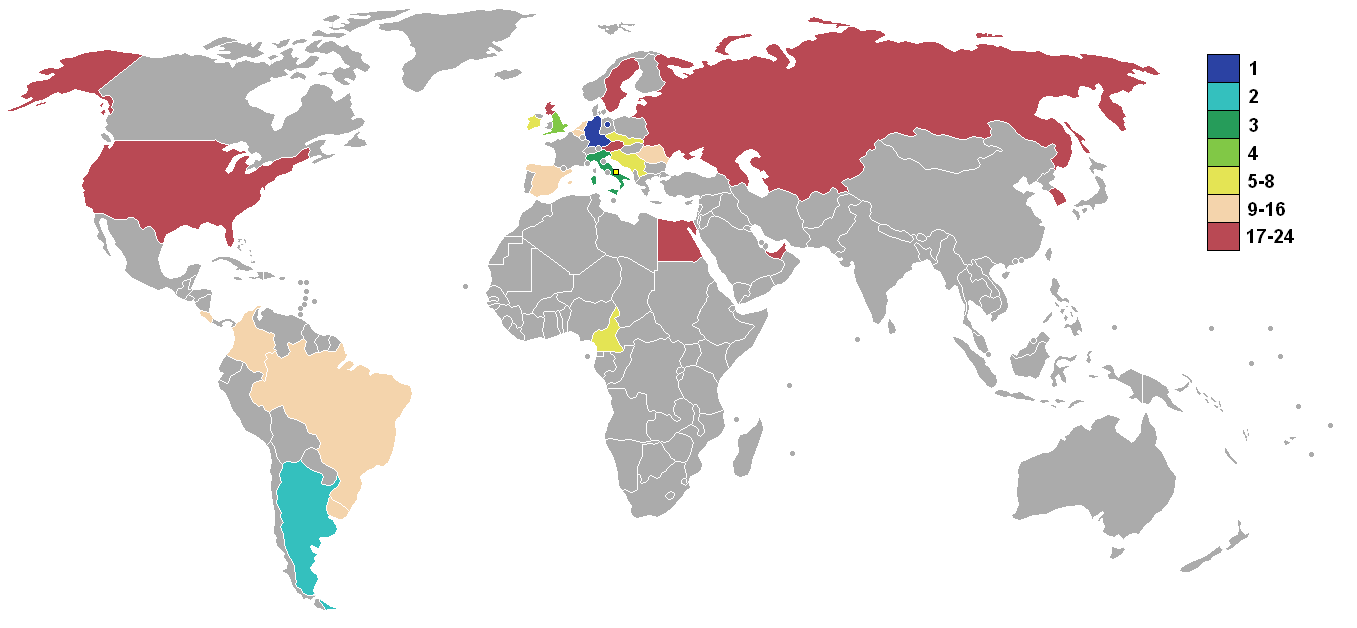
Weltkarte der Teilnehmer mit deren Platzierungen

| 14 aus Europa                              | Belgien     | BR Deutschland | England    | Irland           | Italien    |
|                                            | Jugoslawien | Niederlande    | Österreich | Rumänien         | Schottland |
|                                            | Schweden    | Sowjetunion    | Spanien    | Tschechoslowakei |            |
| 4 aus Südamerika                           | Argentinien | Brasilien      | Kolumbien  | Uruguay          |            |
| 2 aus Nord-, Mittelamerika und der Karibik | Costa Rica  | USA            |            |                  |            |
| 2 aus Afrika                               | Ägypten     | Kamerun        |            |                  |            |
| 2 aus Asien                                | Südkorea    | V.A. Emirate   |            |                  |            |

## Auslosung
Die Auslosung fand am 9. Dezember 1989 in Rom statt.
- Die gesetzten Gruppenköpfe:   Italien (A) • Argentinien (B) • Brasilien (C) • BR Deutschland (D) • Belgien (E) • England (F)
- Topf 1: Ägypten • Kamerun • Südkorea • V.A. Emirate • Costa Rica • USA
- Topf 2: Kolumbien • Uruguay • Irland • Rumänien • Schweden • Tschechoslowakei
- Topf 3: Jugoslawien • Niederlande • Österreich • Schottland • Spanien • Sowjetunion

Zuerst wurden in allen sechs Gruppen die Gruppenköpfe an erster Position gesetzt.
Die Mannschaften aus den Töpfen 1 und 3 wurden zu allen Gruppenköpfen frei zugelost.
Aus Topf 2 wurden Kolumbien und Uruguay gezielt europäischen Gruppenköpfen zugelost. Somit kam Kolumbien in die deutsche Gruppe.
| Gruppe A           | Gruppe B    | Gruppe C   | Gruppe D       | Gruppe E | Gruppe F    |
| ------------------ | ----------- | ---------- | -------------- | -------- | ----------- |
| Italien            | Argentinien | Brasilien  | BR Deutschland | Belgien  | England     |
| Österreich         | Kamerun     | Schweden   | Jugoslawien    | Südkorea | Irland      |
| Vereinigte Staaten | Sowjetunion | Costa Rica | V.A. Emirate   | Uruguay  | Niederlande |
| Tschechoslowakei   | Rumänien    | Schottland | Kolumbien      | Spanien  | Ägypten     |

Für Infos zu den einzelnen WM-Gruppen und Kadern der Mannschaften auf den jeweiligen Link klicken.

## Eröffnung
Bei der Zeremonie am 1. Juni weihte Papst Johannes Paul II. das neue Olympiastadion ein; in Anwesenheit von FIFA-Präsident João Havelange nahm Ministerpräsident Giulio Andreotti die Eröffnung vor.

## Modus
Der Spielmodus der WM-Endrunde war der gleiche wie der der vorherigen WM: Die 24 qualifizierten Mannschaften wurden in sechs Gruppen mit je vier Mannschaften eingeteilt. 16 Mannschaften qualifizierten sich für die K.-o.-Runde: Die sechs Gewinner der Gruppen, die sechs Zweitplatzierten und die vier besten Drittplatzierten erreichten das Achtelfinale. Ab dem Achtelfinale wurde das Turnier im K.-o.-System ausgetragen. Nur acht Mannschaften schieden nach der Vorrunde aus.

## Vorrunde
Die Weltmeisterschaft begann mit einer Überraschung. Der Favorit Argentinien verlor sein Auftaktspiel gegen Kamerun mit 0:1. Kamerun erreichte mit attraktivem Fußball als erste afrikanische Nation ein WM-Viertelfinale. Dort scheiterten sie erst in der Verlängerung mit 2:3 an England. Kameruns Stürmer Roger Milla, damals bereits 38 Jahre alt, wurde  berühmt.

### Gruppe A
| Pl. | Land       | Sp. | S | U | N | Tore    | Diff. | Punkte |
| --- | ---------- | --- | - | - | - | ------- | ----- | ------ |
| 1.  | Italien    | 3   | 3 | 0 | 0 | 004:000 | +4    | 06:0   |
| 2.  | ČSFR       | 3   | 2 | 0 | 1 | 006:300 | +3    | 04:20  |
| 3.  | Österreich | 3   | 1 | 0 | 2 | 002:300 | −1    | 02:40  |
| 4.  | USA        | 3   | 0 | 0 | 3 | 002:800 | −6    | 0:60   |

|                                       |   |            |           |
| 9. Juni 1990 um 21:00 Uhr in Rom      |   |            |           |
| Italien                               | – | Österreich | 1:0 (0:0) |
| 10. Juni 1990 um 17:00 Uhr in Florenz |   |            |           |
| USA                                   | – | ČSFR       | 1:5 (0:2) |
| 14. Juni 1990 um 21:00 Uhr in Rom     |   |            |           |
| Italien                               | – | USA        | 1:0 (1:0) |
| 15. Juni 1990 um 17:00 Uhr in Florenz |   |            |           |
| Österreich                            | – | ČSFR       | 0:1 (0:1) |
| 19. Juni 1990 um 21:00 Uhr in Rom     |   |            |           |
| Italien                               | – | ČSFR       | 2:0 (1:0) |
| 19. Juni 1990 um 21:00 Uhr in Florenz |   |            |           |
| Österreich                            | – | USA        | 2:1 (0:0) |

Die große Entdeckung der Vorrunde war der fast unbekannte sizilianische Stürmer Salvatore Schillaci, der gegen Österreich wenige Minuten nach seiner Einwechslung den Siegtreffer erzielte und auch gegen die ČSFR traf. Österreich und die USA schafften es nicht, gegen die in dieser Gruppe dominierenden Italiener zu gewinnen, während sich die ČSFR gegen Italien im letzten Gruppenspiel einige Chancen herausarbeitete und ein regelgerechtes Tor nicht anerkannt wurde. Ein Tor nach gelungenem Solo des jungen italienischen Stürmers Roberto Baggio brachte in diesem Spiel die Entscheidung zugunsten der Gastgeber. Österreich kam trotz des Sieges über die USA nicht mehr unter die vier besten Gruppendritten, die US-Amerikaner, die erstmals seit 40 Jahren wieder an einer Weltmeisterschaft teilnahmen, verloren alle drei Spiele und wurden Gruppenletzter.

### Gruppe B
| Pl. | Land        | Sp. | S | U | N | Tore    | Diff. | Punkte |
| --- | ----------- | --- | - | - | - | ------- | ----- | ------ |
| 1.  | Kamerun     | 3   | 2 | 0 | 1 | 003:500 | −2    | 04:20  |
| 2.  | Rumänien    | 3   | 1 | 1 | 1 | 004:300 | +1    | 03:30  |
| 3.  | Argentinien | 3   | 1 | 1 | 1 | 003:200 | +1    | 03:30  |
| 4.  | Sowjetunion | 3   | 1 | 0 | 2 | 004:400 | ±0    | 02:40  |

|                                      |   |             |           |
| 8. Juni 1990 um 18:00 Uhr in Mailand |   |             |           |
| Argentinien                          | – | Kamerun     | 0:1 (0:0) |
| 9. Juni 1990 um 17:00 Uhr in Bari    |   |             |           |
| Sowjetunion                          | – | Rumänien    | 0:2 (0:1) |
| 13. Juni 1990 um 21:00 Uhr in Neapel |   |             |           |
| Argentinien                          | – | Sowjetunion | 2:0 (1:0) |
| 14. Juni 1990 um 17:00 Uhr in Bari   |   |             |           |
| Kamerun                              | – | Rumänien    | 2:1 (0:0) |
| 18. Juni 1990 um 21:00 Uhr in Neapel |   |             |           |
| Argentinien                          | – | Rumänien    | 1:1 (0:0) |
| 18. Juni 1990 um 21:00 Uhr in Bari   |   |             |           |
| Kamerun                              | – | Sowjetunion | 0:4 (0:2) |

Diese Gruppe verlief unerwartet, denn nicht die Favoriten Titelverteidiger Argentinien und Vize-Europameister UdSSR, sondern Kamerun und Rumänien belegten die ersten beiden Plätze. Kamerun besiegte Argentinien bereits im Eröffnungsspiel, so dass Argentinien nach 1982 zum zweiten Mal das Eröffnungsspiel als Titelverteidiger verlor. Argentinien schaffte den Sprung ins Achtelfinale aber ebenfalls noch, da es zu den vier besten Teams unter den Drittplatzierten (von insgesamt sechs) gehörte. Der 4:0-Sieg der Sowjetunion gegen Kamerun blieb indes für die Platzierung beider Teams bedeutungslos.

### Gruppe C
| Pl. | Land       | Sp. | S | U | N | Tore    | Diff. | Punkte |
| --- | ---------- | --- | - | - | - | ------- | ----- | ------ |
| 1.  | Brasilien  | 3   | 3 | 0 | 0 | 004:100 | +3    | 06:0   |
| 2.  | Costa Rica | 3   | 2 | 0 | 1 | 003:200 | +1    | 04:20  |
| 3.  | Schottland | 3   | 1 | 0 | 2 | 002:300 | −1    | 02:40  |
| 4.  | Schweden   | 3   | 0 | 0 | 3 | 003:600 | −3    | 0:60   |

|                                     |   |            |           |
| 10. Juni 1990 um 21:00 Uhr in Turin |   |            |           |
| Brasilien                           | – | Schweden   | 2:1 (1:0) |
| 11. Juni 1990 um 17:00 Uhr in Genua |   |            |           |
| Costa Rica                          | – | Schottland | 1:0 (0:0) |
| 16. Juni 1990 um 17:00 Uhr in Turin |   |            |           |
| Brasilien                           | – | Costa Rica | 1:0 (1:0) |
| 16. Juni 1990 um 21:00 Uhr in Genua |   |            |           |
| Schweden                            | – | Schottland | 1:2 (0:1) |
| 20. Juni 1990 um 21:00 Uhr in Turin |   |            |           |
| Brasilien                           | – | Schottland | 1:0 (0:0) |
| 20. Juni 1990 um 21:00 Uhr in Genua |   |            |           |
| Schweden                            | – | Costa Rica | 1:2 (1:0) |

Die Brasilianer schafften es mit einer für sie ungewöhnlich defensiven Spielweise, die Vorrunde schadlos zu überstehen. Die Überraschungsmannschaft Costa Rica besiegte beide favorisierten europäischen Mannschaften und erreichte das Achtelfinale. Schottland schied nach 1974, 1978, 1982 und 1986 zum fünften Mal in Folge in der Vorrunde aus. Zehn Minuten vor Schluss sorgte ein Tor des Brasilianers Müller für das vorzeitige Aus der Schotten.

### Gruppe D
| Pl. | Land           | Sp. | S | U | N | Tore    | Diff. | Punkte |
| --- | -------------- | --- | - | - | - | ------- | ----- | ------ |
| 1.  | BR Deutschland | 3   | 2 | 1 | 0 | 010:300 | +7    | 05:10  |
| 2.  | Jugoslawien    | 3   | 2 | 0 | 1 | 006:500 | +1    | 04:20  |
| 3.  | Kolumbien      | 3   | 1 | 1 | 1 | 003:200 | +1    | 03:30  |
| 4.  | V. A. Emirate  | 3   | 0 | 0 | 3 | 002:110 | −9    | 0:60   |

|                                       |   |               |           |
| 9. Juni 1990 um 17:00 Uhr in Bologna  |   |               |           |
| V. A. Emirate                         | – | Kolumbien     | 0:2 (0:0) |
| 10. Juni 1990 um 21:00 Uhr in Mailand |   |               |           |
| BR Deutschland                        | – | Jugoslawien   | 4:1 (2:0) |
| 14. Juni 1990 um 17:00 Uhr in Bologna |   |               |           |
| Jugoslawien                           | – | Kolumbien     | 1:0 (0:0) |
| 15. Juni 1990 um 21:00 Uhr in Mailand |   |               |           |
| BR Deutschland                        | – | V. A. Emirate | 5:1 (2:0) |
| 19. Juni 1990 um 17:00 Uhr in Mailand |   |               |           |
| BR Deutschland                        | – | Kolumbien     | 1:1 (0:0) |
| 19. Juni 1990 um 17:00 Uhr in Bologna |   |               |           |
| Jugoslawien                           | – | V. A. Emirate | 4:1 (2:1) |

Die deutsche Auswahl erwischte einen grandiosen Start beim 4:1-Erfolg gegen den hoch eingeschätzten Gruppengegner Jugoslawien. Vor allem Lothar Matthäus, der später als FIFA-Weltfußballer des Jahres 1990 ausgezeichnet wurde, brillierte in dieser Partie. Außerhalb des Stadions kam es in Mailand während des Spiels Deutschland gegen Jugoslawien zu Ausschreitungen hunderter Fußballanhänger, darunter viele aus Deutschland. Gegen zwei beteiligte Deutsche wurden Gefängnisstrafen ausgesprochen, 43 Deutsche wurden des Landes verwiesen und mit einem dreijährigen Einreiseverbot belegt. Kolumbien mit seinen beiden Kultfiguren Carlos Valderrama und René Higuita erreichte durch einen späten Treffer im letzten Gruppenspiel gegen Deutschland die Achtelfinalteilnahme, die Emirate besaßen nur eine Statistenrolle in dieser Gruppe.

### Gruppe E
| Pl. | Land     | Sp. | S | U | N | Tore    | Diff. | Punkte |
| --- | -------- | --- | - | - | - | ------- | ----- | ------ |
| 1.  | Spanien  | 3   | 2 | 1 | 0 | 005:200 | +3    | 05:10  |
| 2.  | Belgien  | 3   | 2 | 0 | 1 | 006:300 | +3    | 04:20  |
| 3.  | Uruguay  | 3   | 1 | 1 | 1 | 002:300 | −1    | 03:30  |
| 4.  | Südkorea | 3   | 0 | 0 | 3 | 001:600 | −5    | 0:60   |

|                                      |   |          |           |
| 12. Juni 1990 um 17:00 Uhr in Verona |   |          |           |
| Belgien                              | – | Südkorea | 2:0 (0:0) |
| 13. Juni 1990 um 17:00 Uhr in Udine  |   |          |           |
| Uruguay                              | – | Spanien  | 0:0       |
| 17. Juni 1990 um 21:00 Uhr in Verona |   |          |           |
| Belgien                              | – | Uruguay  | 3:1 (2:0) |
| 17. Juni 1990 um 21:00 Uhr in Udine  |   |          |           |
| Südkorea                             | – | Spanien  | 1:3 (1:1) |
| 21. Juni 1990 um 17:00 Uhr in Verona |   |          |           |
| Belgien                              | – | Spanien  | 1:2 (1:2) |
| 21. Juni 1990 um 17:00 Uhr in Udine  |   |          |           |
| Südkorea                             | – | Uruguay  | 0:1 (0:0) |

Die Partie Belgien-Uruguay gilt als eines der besten Spiele dieses Turniers. Vor allem die Belgier um ihr Mittelfeld-Ass Enzo Scifo spielten eine Klassepartie, obwohl Routinier Eric Gerets vom Platz gestellt wurde. Spanien hatte einen holprigen Start, kam aber dann besser ins Turnier und schlug auch Belgien, den damals amtierenden WM-Vierten. Im Spiel gegen Südkorea traf Michel von Real Madrid dreimal ins Netz. Der zweifache Weltmeister Uruguay erreichte durch ein Tor in der Nachspielzeit gegen Südkorea doch noch das Achtelfinale.

### Gruppe F
| Pl.                                      | Land        | Sp. | S | U | N | Tore    | Diff. | Punkte |
| ---------------------------------------- | ----------- | --- | - | - | - | ------- | ----- | ------ |
| 1.                                       | England     | 3   | 1 | 2 | 0 | 002:100 | +1    | 04:20  |
| 2.                                       | Irland      | 3   | 0 | 3 | 0 | 002:200 | ±0    | 03:30  |
| 3.                                       | Niederlande | 3   | 0 | 3 | 0 | 002:200 | ±0    | 03:30  |
| 4.                                       | Ägypten     | 3   | 0 | 2 | 1 | 001:200 | −1    | 02:40  |
| Irland durch Losentscheid Gruppenzweiter |             |     |   |   |   |         |       |        |

|                                        |   |             |           |
| 11. Juni 1990 um 21:00 Uhr in Cagliari |   |             |           |
| England                                | – | Irland      | 1:1 (1:0) |
| 12. Juni 1990 um 21:00 Uhr in Palermo  |   |             |           |
| Niederlande                            | – | Ägypten     | 1:1 (0:0) |
| 16. Juni 1990 um 21:00 Uhr in Cagliari |   |             |           |
| England                                | – | Niederlande | 0:0       |
| 17. Juni 1990 um 17:00 Uhr in Palermo  |   |             |           |
| Irland                                 | – | Ägypten     | 0:0       |
| 21. Juni 1990 um 21:00 Uhr in Cagliari |   |             |           |
| England                                | – | Ägypten     | 1:0 (0:0) |
| 21. Juni 1990 um 21:00 Uhr in Palermo  |   |             |           |
| Irland                                 | – | Niederlande | 1:1 (0:1) |

Europameister Niederlande war die Enttäuschung der Vorrundengruppe F. Nur im letzten Gruppenspiel gegen Irland blitzte die Klasse der Mannschaft zeitweise auf, ein Torwartfehler von Hans van Breukelen bescherte den Iren aber doch noch das wichtige Unentschieden, so dass erstmals in der WM-Geschichte das Los über den 2. und 3. Gruppenplatz entscheiden musste. Außenseiter Ägypten schlug sich überraschend gut, war im entscheidenden Gruppenspiel gegen England aber doch knapp unterlegen.

### Rangliste der Gruppendritten
| Pl. | Land        | Sp. | S | U | N | Tore    | Diff. | Punkte |
| --- | ----------- | --- | - | - | - | ------- | ----- | ------ |
| 1.  | Kolumbien   | 3   | 1 | 1 | 1 | 003:200 | +1    | 03:30  |
| 2.  | Argentinien | 3   | 1 | 1 | 1 | 003:200 | +1    | 03:30  |
| 3.  | Niederlande | 3   | 0 | 3 | 0 | 002:200 | ±0    | 03:30  |
| 4.  | Uruguay     | 3   | 1 | 1 | 1 | 002:300 | −1    | 03:30  |
| 5.  | Österreich  | 3   | 1 | 0 | 2 | 002:300 | −1    | 02:40  |
| 6.  | Schottland  | 3   | 1 | 0 | 2 | 002:300 | −1    | 02:40  |

## Finalrunde

### Spielplan
|  | Achtelfinale       | Achtelfinale   |                |         | Viertelfinale    | Viertelfinale |  |  | Halbfinale | Halbfinale |  |  | Finale | Finale |
|  |                    |                |                |         |                  |               |  |  |            |            |  |  |        |        |
|  |                    |                |                |         |                  |               |  |  |            |            |  |  |        |        |
|  | A1: Italien        | 2              |                |         |                  |               |  |  |            |            |  |  |        |        |
|  | A1: Italien        | 2              |                |         |                  |               |  |  |            |            |  |  |        |        |
|  | E3: Uruguay        | 0              |                |         |                  |               |  |  |            |            |  |  |        |        |
|  | E3: Uruguay        | 0              | Italien        | 1       |                  |               |  |  |            |            |  |  |        |        |
|  |                    |                | Italien        | 1       |                  |               |  |  |            |            |  |  |        |        |
|  |                    | Irland         | 0              |         |                  |               |  |  |            |            |  |  |        |        |
|  | B2: Rumänien       | Irland         | 0              | 0 (4)   |                  |               |  |  |            |            |  |  |        |        |
|  | B2: Rumänien       |                |                | 0 (4)   |                  |               |  |  |            |            |  |  |        |        |
|  | F2: Irland         | 20 (5)2        |                |         |                  |               |  |  |            |            |  |  |        |        |
|  | F2: Irland         | 20 (5)2        | Italien        | 1 (3)   |                  |               |  |  |            |            |  |  |        |        |
|  |                    |                | Italien        | 1 (3)   |                  |               |  |  |            |            |  |  |        |        |
|  |                    | Argentinien    | 21 (4)2        |         |                  |               |  |  |            |            |  |  |        |        |
|  | E1: Spanien        | Argentinien    | 21 (4)2        | 1       |                  |               |  |  |            |            |  |  |        |        |
|  | E1: Spanien        |                |                | 1       |                  |               |  |  |            |            |  |  |        |        |
|  | D2: Jugoslawien    | 121            |                |         |                  |               |  |  |            |            |  |  |        |        |
|  | D2: Jugoslawien    | 121            | Jugoslawien    | 0 (2)   |                  |               |  |  |            |            |  |  |        |        |
|  |                    |                | Jugoslawien    | 0 (2)   |                  |               |  |  |            |            |  |  |        |        |
|  |                    | Argentinien    | 20 (3)2        |         |                  |               |  |  |            |            |  |  |        |        |
|  | C1: Brasilien      | Argentinien    | 20 (3)2        | 0       |                  |               |  |  |            |            |  |  |        |        |
|  | C1: Brasilien      |                |                | 0       |                  |               |  |  |            |            |  |  |        |        |
|  | B3: Argentinien    | 1              |                |         |                  |               |  |  |            |            |  |  |        |        |
|  | B3: Argentinien    | 1              | Argentinien    | 0       |                  |               |  |  |            |            |  |  |        |        |
|  |                    |                | Argentinien    | 0       |                  |               |  |  |            |            |  |  |        |        |
|  |                    | BR Deutschland | 1              |         |                  |               |  |  |            |            |  |  |        |        |
|  | D1: BR Deutschland | BR Deutschland | 1              | 2       |                  |               |  |  |            |            |  |  |        |        |
|  | D1: BR Deutschland |                |                | 2       |                  |               |  |  |            |            |  |  |        |        |
|  | F3: Niederlande    | 1              |                |         |                  |               |  |  |            |            |  |  |        |        |
|  | F3: Niederlande    | 1              | BR Deutschland | 1       |                  |               |  |  |            |            |  |  |        |        |
|  |                    |                | BR Deutschland | 1       |                  |               |  |  |            |            |  |  |        |        |
|  |                    | ČSFR           | 0              |         |                  |               |  |  |            |            |  |  |        |        |
|  | A2: ČSFR           | ČSFR           | 0              | 4       |                  |               |  |  |            |            |  |  |        |        |
|  | A2: ČSFR           |                |                | 4       |                  |               |  |  |            |            |  |  |        |        |
|  | C2: Costa Rica     | 1              |                |         |                  |               |  |  |            |            |  |  |        |        |
|  | C2: Costa Rica     | 1              | BR Deutschland | 21 (4)2 |                  |               |  |  |            |            |  |  |        |        |
|  |                    |                | BR Deutschland | 21 (4)2 |                  |               |  |  |            |            |  |  |        |        |
|  |                    | England        | 1 (3)          |         |                  |               |  |  |            |            |  |  |        |        |
|  | F1: England        | England        | 1 (3)          | 1       |                  |               |  |  |            |            |  |  |        |        |
|  | F1: England        |                |                | 1       |                  |               |  |  |            |            |  |  |        |        |
|  | E2: Belgien        | 0              |                |         |                  |               |  |  |            |            |  |  |        |        |
|  | E2: Belgien        | 0              | England        | 131     |                  |               |  |  |            |            |  |  |        |        |
|  |                    |                | England        | 131     | Spiel um Platz 3 |               |  |  |            |            |  |  |        |        |
|  |                    | Kamerun        | 2              |         |                  |               |  |  |            |            |  |  |        |        |
|  | B1: Kamerun        | Kamerun        | 2              | 121     | Italien          | 2             |  |  |            |            |  |  |        |        |
|  | B1: Kamerun        |                |                | 121     | Italien          | 2             |  |  |            |            |  |  |        |        |
|  | D3: Kolumbien      | 1              |                | England | 1                |               |  |  |            |            |  |  |        |        |

1 Sieg nach Verlängerung
2 Sieg im Elfmeterschießen

### Achtelfinale
|                                       |   |             |                      |
| 23. Juni 1990 um 17:00 Uhr in Neapel  |   |             |                      |
| Kamerun                               | – | Kolumbien   | 2:1 n. V. (0:0, 0:0) |
| 23. Juni 1990 um 21:00 Uhr in Bari    |   |             |                      |
| ČSFR                                  | – | Costa Rica  | 4:1 (1:0)            |
| 24. Juni 1990 um 17:00 Uhr in Turin   |   |             |                      |
| Brasilien                             | – | Argentinien | 0:1 (0:0)            |
| 24. Juni 1990 um 21:00 Uhr in Mailand |   |             |                      |
| BR Deutschland                        | – | Niederlande | 2:1 (0:0)            |
| 25. Juni 1990 um 17:00 Uhr in Genua   |   |             |                      |
| Irland                                | – | Rumänien    | 0:0 n. V., 5:4 i. E. |
| 25. Juni 1990 um 21:00 Uhr in Rom     |   |             |                      |
| Italien                               | – | Uruguay     | 2:0 (0:0)            |
| 26. Juni 1990 um 17:00 Uhr in Verona  |   |             |                      |
| Spanien                               | – | Jugoslawien | 1:2 n. V. (1:1, 0:0) |
| 26. Juni 1990 um 21:00 Uhr in Bologna |   |             |                      |
| England                               | – | Belgien     | 1:0 n. V.            |

Kamerun und Kolumbien waren absolute Exoten im Achtelfinale, und lange war auch nicht abzusehen, welche Mannschaft hier die Oberhand behalten würde. Erst in der Verlängerung entschied der eingewechselte Roger Milla die Partie, begünstigt u. a. durch einen Fehler des kolumbianischen Torhüters René Higuita, der bei einem seiner Ausflüge den Ball an Milla verlor und so das 0:2 verschuldete.
Für die costa-ricanische Nationalmannschaft, eine weitere große Überraschung, endete das Turnier gegen die ČSFR. Costa Rica konnte wie schon im Spiel gegen Schweden einen Rückstand egalisieren, wurde aber in der letzten halben Stunde von der ČSFR überrannt.
Brasilien zeigte im Achtelfinale seine beste Turnierleistung, vergab aber zu viele Chancen und musste sich so dem Erzrivalen Argentinien geschlagen geben. Eine Kombination von Maradona und Caniggia neun Minuten vor dem Ende sorgte für den knappen Sieg der Blau-Weißen.
Im Spiel der Bundesrepublik Deutschland gegen die Niederlande gelang der deutschen Mannschaft die Revanche für die Halbfinal-Niederlage bei der EM 1988. Die Niederländer konnten nicht an die Leistung der Vorjahre anknüpfen, und Marco van Basten konnte sich gegen Jürgen Kohler im Spiel nicht durchsetzen. Größter Skandal und ein prägender Moment der niederländisch-deutschen Rivalität waren die Platzverweise für Frank Rijkaard und Rudi Völler, der von Rijkaard angespuckt wurde, aber ebenfalls die rote Karte erhielt. Jürgen Klinsmann, der sein bestes Spiel im Verlauf des Turniers absolvierte, und Andreas Brehme sorgten für die deutschen Siegtore, ein Elfmeter für die Niederlande brachte nur noch den Anschlusstreffer.
Brehmes Tor war für die deutsche Mannschaft das letzte, das aus dem Spiel heraus erzielt wurde. Alle späteren Treffer im Lauf des Turniers entstanden aus Standardsituationen wie Frei- oder Strafstößen.
Das Spiel Rumänien gegen Irland erlebte recht ausgeglichene 120 Minuten, mit leichten Feldvorteilen für die Iren, die vor allem in der Zuschauergunst weit vorn lagen. Auch im Elfmeterschießen war lange keine Entscheidung abzusehen. Erst der neunte Schütze Daniel Timofte vergab den entscheidenden Elfmeter. Die Republik Irland erreichte also bei ihrer ersten WM-Endrunden-Teilnahme das Viertelfinale. Die italienischen Fans mussten sich über eine Stunde gedulden, bis Salvatore Schillaci im Spiel des Gastgebers gegen Uruguay erneut traf. Danach hatte der Außenseiter Uruguay im Duell der ersten beiden Weltmeister der Geschichte keine Chance mehr, ins Spiel zurückzukommen, und schied aus.
Das Spiel Spanien gegen Jugoslawien war ein weiteres hart umkämpftes Match dieser Spielrunde, mit dem besseren Ende für Jugoslawien. Der Mittelfeld-Star Dragan Stojković war mit zwei Treffern, darunter einem sehenswerten Freistoßtor, der spielentscheidende Mann. In der abschließenden Achtelfinalpartie der belgischen Mannschaft gegen England erzielte der Engländer David Platt in der letzten Minute der Verlängerung das entscheidende Tor zum Viertelfinale.

### Viertelfinale
|                                       |   |                |                      |
| 30. Juni 1990 um 17:00 Uhr in Florenz |   |                |                      |
| Argentinien                           | – | Jugoslawien    | 0:0 n. V., 3:2 i. E. |
| 30. Juni 1990 um 21:00 Uhr in Rom     |   |                |                      |
| Irland                                | – | Italien        | 0:1 (0:1)            |
| 1. Juli 1990 um 17:00 Uhr in Mailand  |   |                |                      |
| ČSFR                                  | – | BR Deutschland | 0:1 (0:1)            |
| 1. Juli 1990 um 21:00 Uhr in Neapel   |   |                |                      |
| Kamerun                               | – | England        | 2:3 n. V. (2:2, 0:1) |

Argentinien konnte sich gegen Jugoslawien erst im Elfmeterschießen durchsetzen. Es war ein Elfmeterschießen mit vielen Fehlschüssen, unter anderem verschossen mit Maradona und Stojkovic auch die jeweiligen Stars der beiden Mannschaften. Der Mythos des „Elfmeterkillers“ Sergio Goycochea wurde in diesem Spiel geboren. Die Iren erreichten das Viertelfinale, ohne ein Spiel nach regulärer Spielzeit gewonnen zu haben. Wieder war es Schillaci, der den entscheidenden Treffer für Italien erzielte.
Die deutsche Mannschaft gewann durch ein Elfmetertor von Lothar Matthäus mit 1:0 gegen die ČSFR. Dieses Spiel ist vor allem dadurch in Erinnerung geblieben, dass Teamchef Franz Beckenbauer an der Seitenlinie fluchte, weil er nicht mit der Art und Weise einverstanden war, wie seine Elf nach dem Platzverweis von Lubomír Moravčík durch Schiedsrichter Helmut Kohl mit der Führung gegen die dezimierten Tschechoslowaken umging. Die Überraschungsmannschaft Kamerun führte auch gegen England zwischenzeitlich mit 2:1, ein Elfmeter von Gary Lineker rettete die Engländer in die Verlängerung. In dieser bekamen die Briten einen weiteren Elfmeter zugesprochen, den erneut Gary Lineker zum ersten Halbfinaleinzug Englands seit 1966 verwandelte.

### Halbfinale
|                                     |   |         |                                 |
| 3. Juli 1990 um 20:00 Uhr in Neapel |   |         |                                 |
| Argentinien                         | – | Italien | 1:1 n. V. (1:1, 0:1), 4:3 i. E. |
| 4. Juli 1990 um 20:00 Uhr in Turin  |   |         |                                 |
| BR Deutschland                      | – | England | 1:1 n. V. (1:1, 0:0), 4:3 i. E. |

Erstmals nach 1970 standen wieder vier Verbände im Halbfinale, die zuvor schon mindestens einmal Weltmeister geworden waren. Beide Halbfinals hatten, nach dem Turnierverlauf zu urteilen, einen klaren Favoriten. Im ersten Halbfinale aber kassierte Gastgeber und Favorit Italien seinen ersten Gegentreffer im Turnier, was eine Entscheidung im Elfmeterschießen zur Folge hatte. Dort blieb erneut Argentinien siegreich.
Im anderen Halbfinale verursachte Pearce in der 60. Minute einen Freistoß, den Brehme ausführte. Der Ball wurde von Parker abgefälscht und senkte sich hinter Shilton ins Tor. Zehn Minuten vor Schluss schoss Lineker aus kurzer Distanz den Ball an Illgner vorbei ins Tor. In der Verlängerung sah Gascoigne die gelbe Karte. Hätte England gewonnen, hätte er im Finale gefehlt. Die Verlängerung blieb torlos, Waddle und Buchwald trafen lediglich den Pfosten. Letztendlich ging das Spiel ins Elfmeterschießen. Bis zu Pearce, dem vierten Schützen für England, waren alle Schützen erfolgreich. Dieser scheiterte jedoch dann an Illgner. Thon traf daraufhin wieder für Deutschland und Waddle schoss den letzten Elfmeter über die Latte, woraufhin Deutschland zum dritten Mal in Folge nach 1982 und 1986 im Finale der Fußball-Weltmeisterschaft stand. Dies war bis dato noch keinem Land in der WM-Geschichte gelungen.

### Spiel um Platz drei
|                                   |   |         |           |
| 7. Juli 1990 um 20:00 Uhr in Bari |   |         |           |
| Italien                           | – | England | 2:1 (0:0) |

Im Spiel um Platz drei sicherte sich Salvatore Schillaci mit dem Siegtreffer zum 2:1 den Titel des WM-Torschützenkönigs.

### Finale
| Argentinien                                                | Argentinien | BR Deutschland | BR Deutschland | Aufstellung                                  |
| ---------------------------------------------------------- | --- | --- | -------------- | -------------------------------------------- |
| Argentinien                                                | \| Finale \| \| Sonntag, 8. Juli 1990 um 20:00 Uhr in Rom (Olympiastadion) \| \| Ergebnis: 0:1 (0:0) \| \| Zuschauer: 73.603 \| \| Schiedsrichter: Edgardo Codesal Méndez ( Mexiko) \| \| Spielbericht \|                                                | \| Finale \| \| Sonntag, 8. Juli 1990 um 20:00 Uhr in Rom (Olympiastadion) \| \| Ergebnis: 0:1 (0:0) \| \| Zuschauer: 73.603 \| \| Schiedsrichter: Edgardo Codesal Méndez ( Mexiko) \| \| Spielbericht \|                              | BR Deutschland | Aufstellung Argentinien gegen BR Deutschland |
| Argentinien                                                | Sergio Goycochea – Juan Simón – Roberto Sensini, José Serrizuela, Oscar Ruggeri (46. Pedro Monzón) – Pedro Troglio, Jorge Burruchaga (53. Gabriel Calderón), José Basualdo, Néstor Lorenzo – Gustavo Dezotti, Diego Maradona Cheftrainer: Carlos Bilardo | Bodo Illgner – Klaus Augenthaler – Thomas Berthold (73. Stefan Reuter), Guido Buchwald, Jürgen Kohler, Andreas Brehme – Thomas Häßler, Lothar Matthäus , Pierre Littbarski – Jürgen Klinsmann, Rudi Völler Teamchef: Franz Beckenbauer | BR Deutschland | Aufstellung Argentinien gegen BR Deutschland |
| Argentinien                                                | 0:1 Brehme (85., Foulelfmeter) | | BR Deutschland | Aufstellung Argentinien gegen BR Deutschland |
| Argentinien                                                | Dezotti (5.), Troglio (84.), Maradona (87.) | Völler (52.) | BR Deutschland | Aufstellung Argentinien gegen BR Deutschland |
| Argentinien                                                | Monzón (65.), Dezotti (87.) | | BR Deutschland | Aufstellung Argentinien gegen BR Deutschland |
| Finale                                                     | | |                |                                              |
| Sonntag, 8. Juli 1990 um 20:00 Uhr in Rom (Olympiastadion) | | |                |                                              |
| Ergebnis: 0:1 (0:0)                                        | | |                |                                              |
| Zuschauer: 73.603                                          | | |                |                                              |
| Schiedsrichter: Edgardo Codesal Méndez ( Mexiko)           | | |                |                                              |
| Spielbericht                                               | | |                |                                              |

Das Finale der WM 1990 wird im Allgemeinen als fußballerisch enttäuschend beurteilt. Erstmals kam es zu einer Finalrevanche, da sich beide Mannschaften im WM-Endspiel 1986 bereits gegenübergestanden hatten. Wie im Viertel- und Halbfinale verließen sich die Argentinier auf ihren Elfmeterkiller Sergio Goycochea. Die ersatzgeschwächte Mannschaft – vier Spieler waren gesperrt – hatte im ganzen Spiel keine einzige Torchance. Insbesondere Diego Maradona konnte – von Guido Buchwald in Manndeckung genommen – nicht an die Leistungen bei der WM in Mexiko anknüpfen. Der Argentinier Pedro Monzón wurde in der 64. Minute wegen eines groben Fouls an Jürgen Klinsmann des Feldes verwiesen. Nachdem die deutsche Mannschaft ihre Torchancen nicht hatte nutzen können, brachte ein Elfmeter in der 85. Minute die Entscheidung. Während vorher der Schiedsrichter ein klares Foul im Strafraum an Klaus Augenthaler nicht gepfiffen hatte (59. Minute), entschied er nun nach einer umstrittenen Attacke gegen Rudi Völler auf Strafstoß, was viele Beobachter als Konzessionsentscheidung auffassten. Hatte im Viertelfinale noch Lothar Matthäus den entscheidenden Strafstoß verwandelt, so war es diesmal Andreas Brehme, der die Verantwortung übernahm. Matthäus hatte in der Halbzeit seine Schuhe wechseln müssen und fühlte sich in den neuen Schuhen nicht sicher.
Es war das erste WM-Finale, das durch einen Elfmeter entschieden wurde. Unrühmliches Ende des Spiels war die zweite Rote Karte der Partie, die der argentinische Spieler Gustavo Dezotti nach einer Tätlichkeit an Jürgen Kohler erhielt. Mit dem dritten Titel konnte Deutschland in der Zahl der Titel mit Brasilien und Italien gleichziehen. Franz Beckenbauer gelang es als zweitem Fußballer nach dem Brasilianer Mário Zagallo, sowohl als Spieler (bei der WM 1974) wie auch als Trainer („Teamchef“) Weltmeister zu werden.
In Deutschland sahen das WM-Endspiel Argentinien-Deutschland in der ARD rund 24,7 Millionen Zuschauer und die anschließende Siegerehrung 25,5 Millionen Zuschauer.

### Ehrungen der Platzierten
Die deutsche Nationalmannschaft wurde in Deutschland zur ersten Mannschaft des Jahres des wiedervereinigten Deutschlands, Lothar Matthäus zum Fußballer des Jahres in Deutschland und Europa sowie zum letzten inoffiziellen Weltfußballer des Jahres gewählt. Diego Maradona wurde bei der von El Mundo veranstalteten Wahl als Südamerikas Fußballer des Jahres gewählt. Sergio Goycochea wurde als Argentiniens Fußballer des Jahres, Franco Baresi als Italiens Fußballer des Jahres und John Barnes bei der Journalisten-Wahl sowie David Platt bei der Spielerwahl als Englands Fußballer des Jahres und Paul Gascoigne zum Sportler des Jahres in Großbritannien gewählt.

## Beste Torschützen
| Rang | Spieler             | Tore |
| ---- | ------------------- | ---- |
| 1    | Salvatore Schillaci | 6    |
| 2    | Tomáš Skuhravý      | 5    |
| 3    | Gary Lineker        | 4    |
|      | Lothar Matthäus     | 4    |
|      | Roger Milla         | 4    |
|      | Míchel              | 4    |
| 7    | Andreas Brehme      | 3    |
|      | Jürgen Klinsmann    | 3    |
|      | David Platt         | 3    |
|      | Rudi Völler         | 3    |

| Rang | Spieler          | Tore |
| ---- | ---------------- | ---- |
| 11   | Roberto Baggio   | 2    |
|      | Gavril Balint    | 2    |
|      | Michal Bílek     | 2    |
|      | Claudio Caniggia | 2    |
|      | Careca           | 2    |
|      | Davor Jozić      | 2    |
|      | Marius Lăcătuș   | 2    |
|      | Müller           | 2    |
|      | Darko Pančev     | 2    |
|      | Bernardo Redín   | 2    |
|      | Dragan Stojković | 2    |

Darüber hinaus gab es 54 Spieler mit einem Treffer.

## Schiedsrichter
Die FIFA nominierte insgesamt 41 Schiedsrichter für die 52 WM-Spiele. Darunter war eine lokale Reservegruppe, bestehend aus fünf italienischen Schiedsrichtern, die lediglich bei Bedarf als Linienrichter eingeplant waren. Dies war die letzte WM ohne spezialisierte Schiedsrichter-Assistenten, auch wenn einige der Nominierten keine Einsätze als Hauptschiedsrichter verzeichnen konnten. Für 11 Offizielle war dies bereits die zweite WM-Endrundenteilnahme, für den Schweden Erik Fredriksson sogar die dritte.
Das Eröffnungsspiel leitete der Franzose Michel Vautrot, für das Finale wurde Edgardo Codesal Méndez aus Mexiko angesetzt.
| Verband  | Land           | Schiedsrichter         | Spiele | Spiele als SRA | Bemerkung                   |
| -------- | -------------- | ---------------------- | ------ | -------------- | --------------------------- |
| AFC      | Syrien         | Jamal al-Sharif        | 1      | 3              |                             |
| AFC      | Japan          | Shizuo Takada          | 1      | 3              |                             |
| AFC      | Bahrain        | Jassim Mandi           | 0      | 5              |                             |
| CAF      | Algerien       | Mohamed Hansal         | 0      | 4              |                             |
| CAF      | Tunesien       | Neji Jouini            | 1      | 5              |                             |
| CAF      | Gabun          | Jean Fidèle Diramba    | 0      | 3              |                             |
| CONCACAF | Mexiko         | Edgardo Codesal Méndez | 3      | 3              | Finale                      |
| CONCACAF | USA            | Vincent Mauro          | 1      | 5              |                             |
| CONCACAF | Costa Rica     | Berny Ulloa Morera     | 0      | 5              |                             |
| CONMEBOL | Uruguay        | Juan Daniel Cardellino | 1      | 2              |                             |
| CONMEBOL | Kolumbien      | Armando Pérez Hoyos    | 0      | 6              |                             |
| CONMEBOL | Ecuador        | Elías Jácome           | 1      | 2              |                             |
| CONMEBOL | Argentinien    | Juan Carlos Loustau    | 3      | 1              |                             |
| CONMEBOL | Paraguay       | Carlos Maciel          | 1      | 3              |                             |
| CONMEBOL | Chile          | Hernán Silva           | 1      | 1              |                             |
| CONMEBOL | Brasilien      | José Roberto Wright    | 1      | 1              | Halbfinale                  |
| OFC      | Australien     | Robert Lorenc          | 0      | 3              |                             |
| UEFA     | Italien        | Luigi Agnolin          | 1      | 0              |                             |
| UEFA     | Italien        | Tullio Lanese          | 3      | 1              |                             |
| UEFA     | Spanien        | Emilio Soriano Aladrén | 1      | 1              |                             |
| UEFA     | England        | George Courtney        | 2      | 2              |                             |
| UEFA     | Schweden       | Erik Fredriksson       | 1      | 1              |                             |
| UEFA     | DDR            | Siegfried Kirschen     | 2      | 2              |                             |
| UEFA     | Österreich     | Helmut Kohl            | 3      | 1              |                             |
| UEFA     | Polen          | Michał Listkiewicz     | 0      | 8              |                             |
| UEFA     | Dänemark       | Peter Mikkelsen        | 2      | 4              |                             |
| UEFA     | Jugoslawien    | Zoran Petrović         | 2      | 4              |                             |
| UEFA     | Frankreich     | Joël Quiniou           | 3      | 2              | Spiel um Platz 3            |
| UEFA     | Frankreich     | Michel Vautrot         | 3      | 2              | Eröffnungsspiel; Halbfinale |
| UEFA     | Schweiz        | Kurt Röthlisberger     | 3      | 4              |                             |
| UEFA     | BR Deutschland | Aron Schmidhuber       | 2      | 1              |                             |
| UEFA     | Portugal       | Carlos Silva Valente   | 2      | 1              |                             |
| UEFA     | Schottland     | George Smith           | 1      | 1              |                             |
| UEFA     | Nordirland     | Alan Snoddy            | 1      | 4              |                             |
| UEFA     | Sowjetunion    | Alexei Spirin          | 1      | 2              |                             |
| UEFA     | Belgien        | Marcel Van Langenhove  | 1      | 2              |                             |
| UEFA     | Italien        | Pietro D’Elia          | −      | 2              | Lokale Reservegruppe        |
| UEFA     | Italien        | Rosario Lo Bello       | –      | 1              | Lokale Reservegruppe        |
| UEFA     | Italien        | Carlo Longhi           | –      | 1              | Lokale Reservegruppe        |
| UEFA     | Italien        | Pierluigi Magni        | –      | 1              | Lokale Reservegruppe        |
| UEFA     | Italien        | Pierluigi Pairetto     | –      | 1              | Lokale Reservegruppe        |

## Statistik
Der italienische Stürmer Salvatore Schillaci gewann den goldenen Schuh für den besten Torschützen. Er erzielte in sieben Partien sechs Treffer für die Gastgeber.
Die Weltmeisterschaft 1990 war letztlich wenig spektakulär und doch rekordverdächtig. Es fielen die wenigsten Tore pro Spiel bei einer WM, dafür gab es 16 rote Karten. Die meisten Spiele waren hart umkämpft: 8 der 16 Spiele ab dem Achtelfinale gingen in die Verlängerung und 4 davon endeten erst nach Elfmeterschießen. Die Defensive und harte Attacken prägten die Spiele der WM. So schoss Finalist Argentinien in sieben Spielen lediglich fünf Tore in der regulären Spielzeit. Irland schaffte es ohne Sieg und mit nur zwei geschossenen Toren bis ins Viertelfinale. Dagegen war Deutschland noch eine der attraktiven Mannschaften mit einem offensiven Fußballspiel, obgleich die deutsche Mannschaft nach dem Achtelfinale nur noch Tore aus Standardsituationen erzielte.
Auch im Finale spielte Argentinien von Anfang an auf Elfmeterschießen - offenbar in der Hoffnung, „Elfmetertöter“ Goycochea, der im Viertel- und Halbfinale für das Weiterkommen gesorgt hatte, werde ihnen den Titel bescheren. So hatten die Argentinier im Endspiel nicht eine Torchance, während sich die deutsche Mannschaft gut ein Dutzend Chancen erarbeitete. Vom Glanz der argentinischen Mannschaft, der diese vier Jahre zuvor zum Weltmeister gemacht hatte, war im gesamten Turnier nichts mehr zu erkennen.

## Kultur
1990 gab es erstmals bei einer Fußball-WM einen offiziellen WM-Song. Un’estate italiana („Ein italienischer Sommer“) von Gianna Nannini und Edoardo Bennato (Melodie von Giorgio Moroder) wurde in vielen Ländern ein Hit.
Der deutsche Spielfilm Good Bye, Lenin! nimmt immer wieder Bezug auf die Fußball-WM 1990. In der britischen Filmkomödie Fisch & Chips wird das gute Abschneiden der irischen Mannschaft bei der Fußball-WM 1990 thematisiert.
Seither wird die Brotsorte Weltmeisterbrot auf dem deutschen Nahrungsmittelmarkt angeboten.
Die deutsche Mannschaft nahm gemeinsam mit Udo Jürgens wieder eine Schallplatte auf, die sich aber kaum verkaufte.